# Karabina

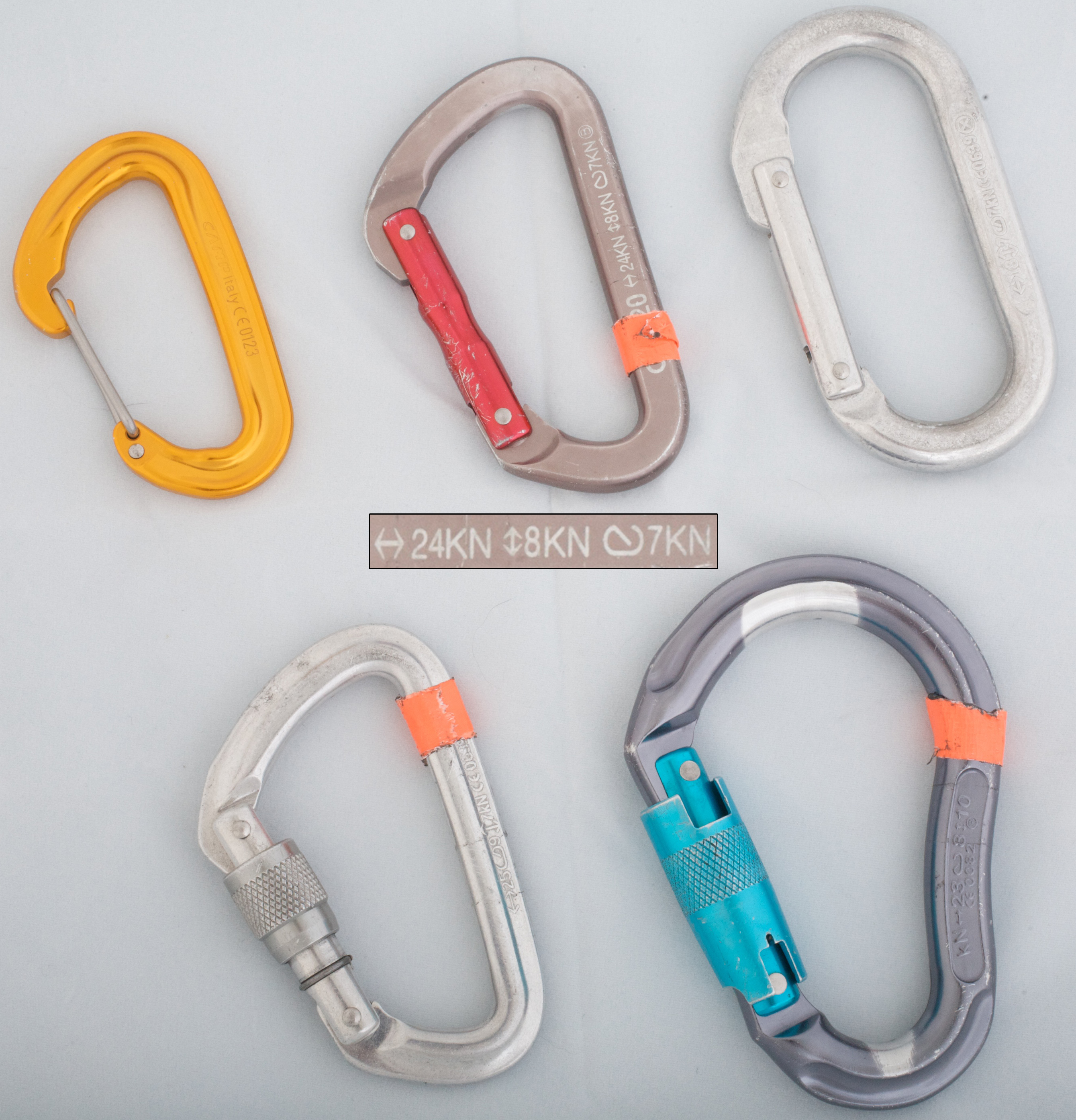
Různé karabiny

Karabina je pevné kovové oko uzavírané pérovým nebo šroubovým mechanismem, které slouží jako spojovací prvek (např. mezi horolezeckým lanem a skalní skobou). Některé karabiny mají univerzální použití – např. typ H (HMS) lze využít pro stejné účely jako karabinu typu B a navíc i pro jištění lezce.
Nejčastěji se s karabinou setkáme v horolezectví, speleoalpinismu, v záchranářství, je využívána pro zajištění při práci ve výškách a nad volnou hloubkou, v jachtingu a u dalších aktivit.

## Popis

Jak funguje?

Karabina se skládá z těla, západky, zámku a případně i pojistky zámku (u maticových karabin má západka podobu převlečné matice). Na západce může být instalována pojistka, která brání samovolnému sklopení západky – tj. nežádoucímu otevření karabiny (kdy jednak hrozí vypadnutí lana z karabiny, dále pak otevřená karabina vykazuje nižší pevnost. Místo styku horního konce západky s tělem karabiny se nazývá zámek. Zámkem je někdy nesprávně nazývána pojistka zámku. Zámky na karabinách mohou být klasické háčkové (zobáčkové), tvaru Key Lock (klíčová dírka) případně další. Pojistky zámku bývají šroubovací nebo „automatické“ (bajonet).
Podle použitého materiálu se karabiny dělí na:
- Ocelové karabiny – jsou vyráběny z legovaných ocelí, většinou technologií kování. Mají vyšší hmotnost, vyšší pevnost (cca 30–50 kN) a  rovněž vyšší funkční spolehlivostí. Jsou méně náchylné k destrukci při namáhání přes hranu nebo při zkrutu a celkově jsou odolné proti nárazu a oděru. Využívají se v průmyslu, při záchranářských činnostech (kotvicí, centrální karabiny, karabiny k transportním prostředkům, práce pod vrtulníkem atd.) či při jachtingu.
- Karabiny z lehkých slitin – jsou vyráběny většinou ze slitin hliníku (nejčastěji duralu), výjimečně z titanu. Oproti ocelovým karabinám mají nižší pevnost a menší odolnost proti oděru a poškození. Jejich výhodou je však malá hmotnost, proto se využívají zejména v horolezectví. Při záchranné činnosti jsou používány jako karabiny pomocné.
- Plastové karabiny - pouze pro pomocné účely.

## Typy

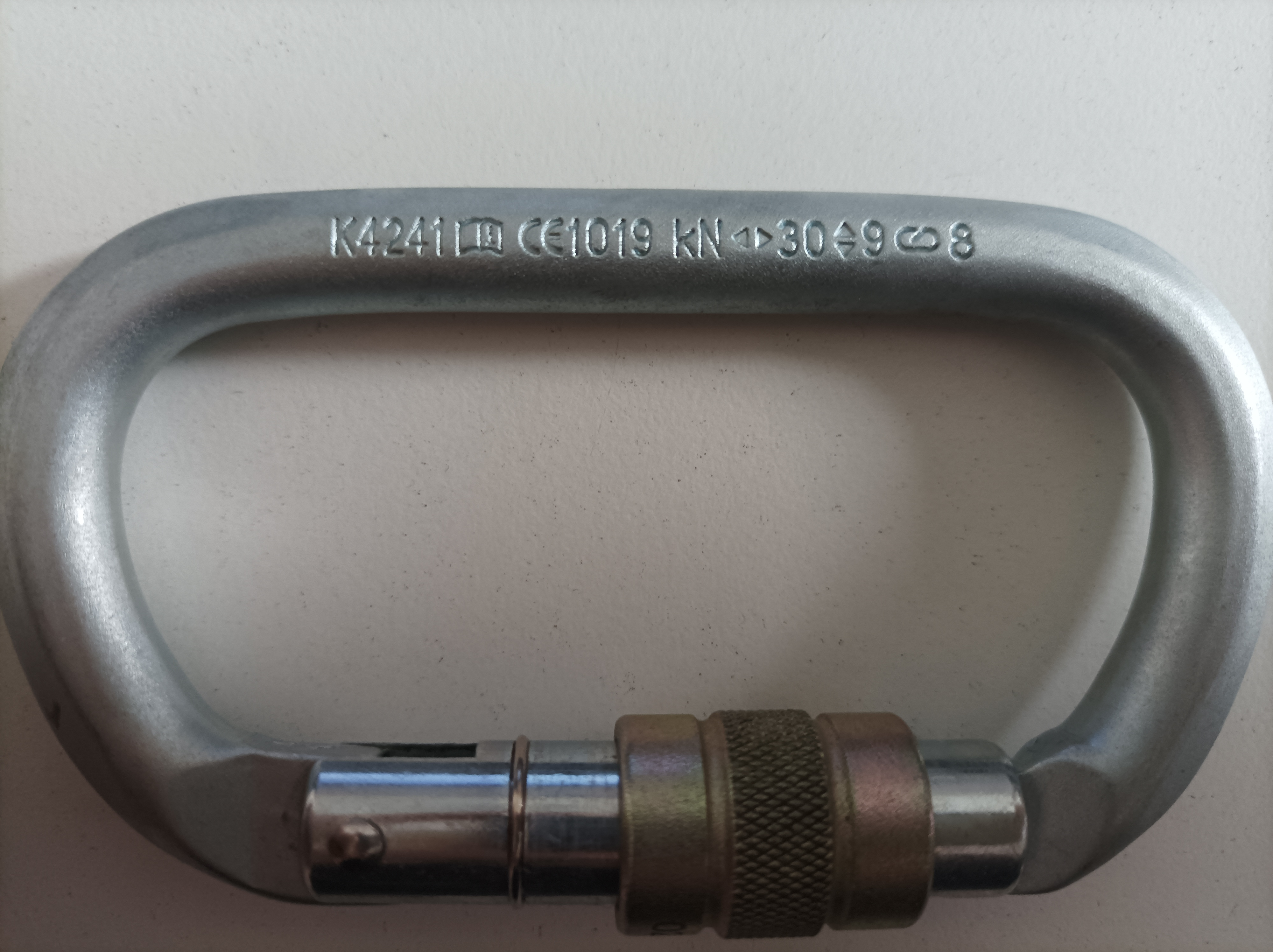
Na každé karabině musí být vyznačeny základní údaje, a to: pevnost v podélném směru (zde 30kN), pevnost v příčném směru (9kN) a pevnost v podélném směru s otevřeným zámkem (8kN)

Pro horolezecké karabiny platí technická norma ČSN EN 12 275, která dělí karabiny takto:
Typ A
Speciální karabina určená k zapínání do skalních skob (např. Frog firmy KONG).
Typ B
Základní provedení karabiny.
Typ D
Karabina zajišťující textilní smyčky v poloze pro podélné zatížení, bývá používána především jako součást expresek.
Typ H
Karabina oválného hruškovitého tvaru, určená pro jištění pomocí poloviční lodní smyčky (HMS).
Typ K
Karabina určená pro jištěné cesty („Klettersteig“ resp. „Via Ferrata“, větší rozvor).
Typ X
Karabina oválného tvaru. Díky tomuto tvaru je karabina vždy zatěžována podélně (kdy vykazuje nejvyšší pevnost) a je téměř nemožné ji zatížit příčně. To ji předurčeje k použití do slaňovacích prostředků, blokantů a díky symetrickému tvaru i při použití prostředků skládajících se ze dvou bočnic (slaňovací brzy, kladky, atp.)
Typ Q
Maticová karabina (Quick Link, „mailonka“), u které má západka podobu uzavírací převlečné matice.
Průměrný horolezec si obvykle vystačí s několika karabinami typu B a H určenými pro zakládání postupového jištění a pro jištění spolulezce na štandu. Karabiny typu K jsou nezbytné pro ferraty. Karabiny typu X mohou být vhodné při výškových pracích, technickém lezení, při procvakávání skob nebo blokantů. Karabiny typu Q jsou vhodné tam, kde je nežádoucí snadné a rychlé otevření karabiny. Karabiny typu A a D dodávají pocit většího bezpečí při lezení na skále, obvykle jsou ale dražší než základní karabiny typu B.

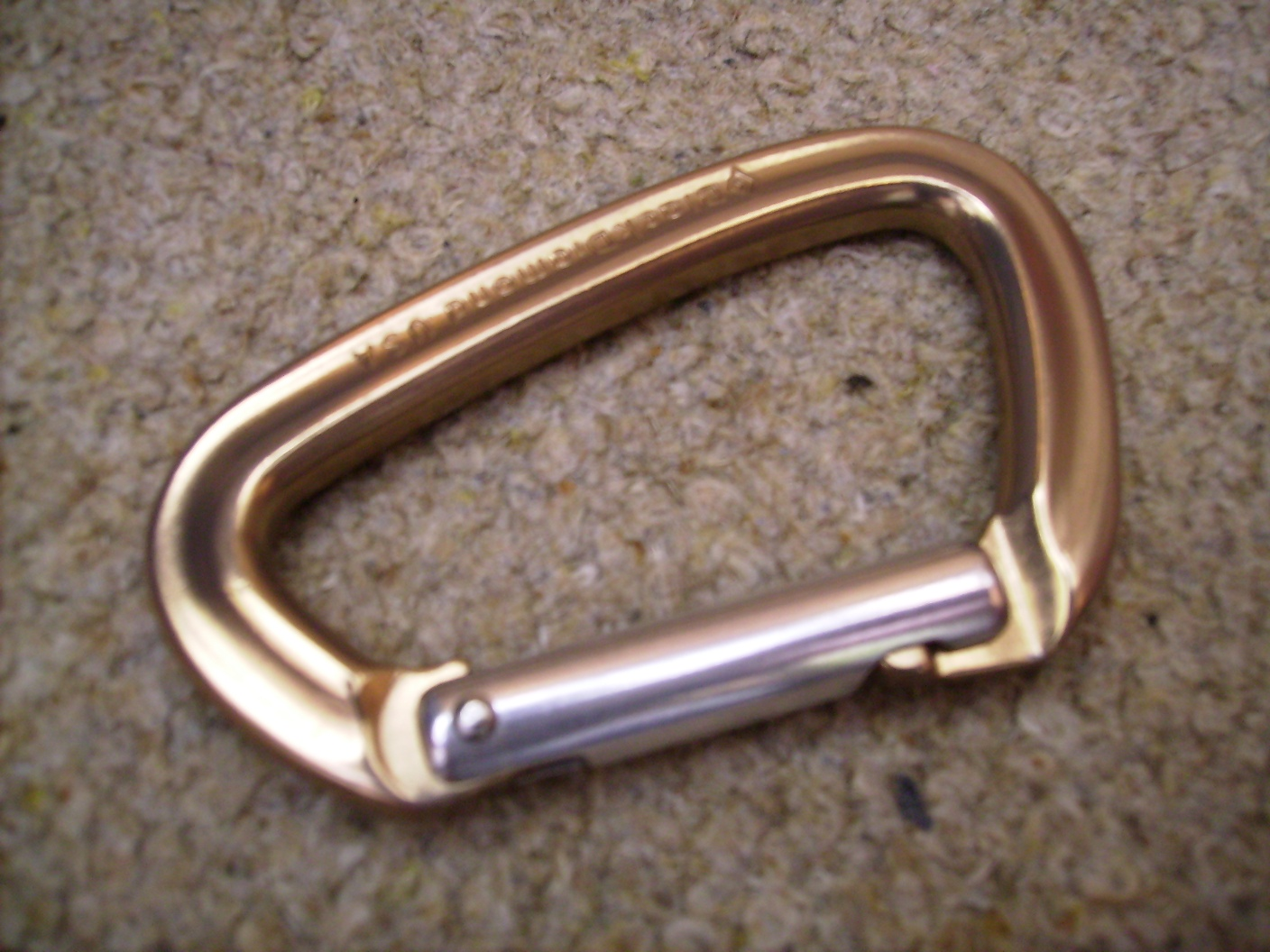
Typ B – základní tvar karabiny
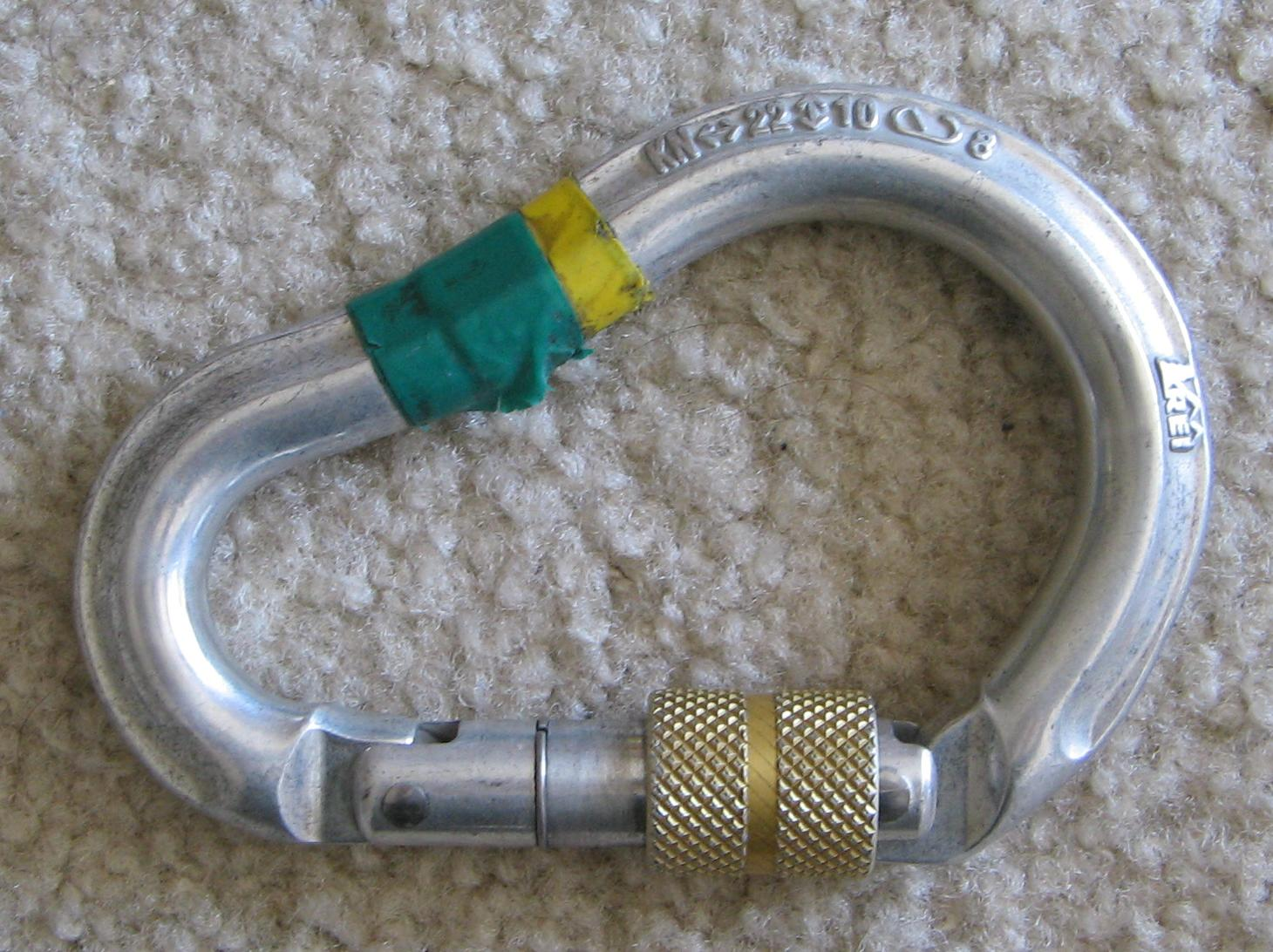
Typ H – karabina HMS symetrická
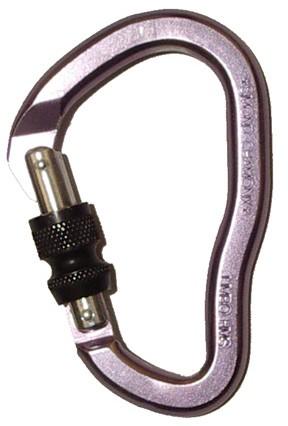
Karabina HMS nesymetrická, velmi podobně vypadají i některé „ferratové“ karabiny
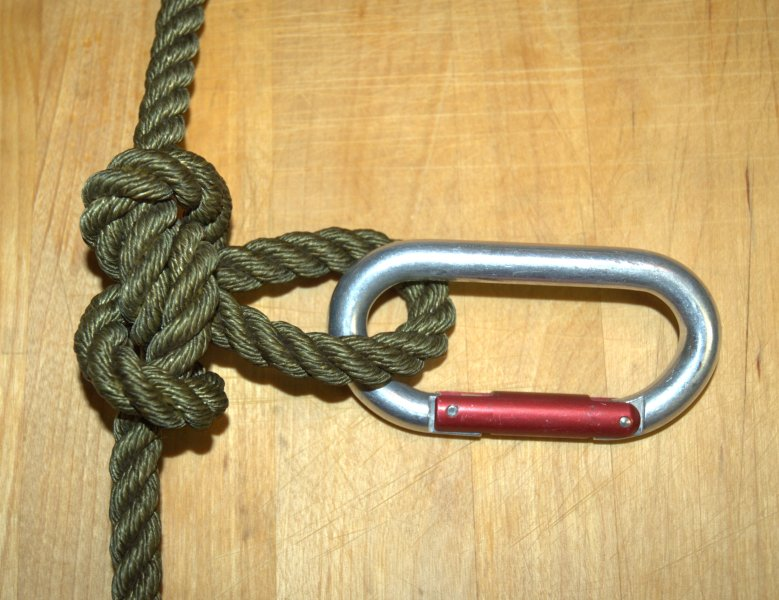
Typ X – oválná karabina
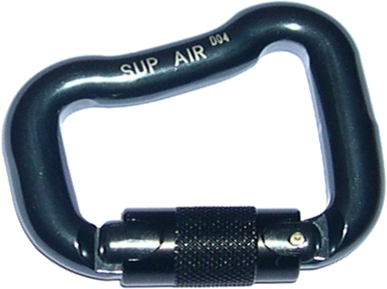
Karabina pro paragliding
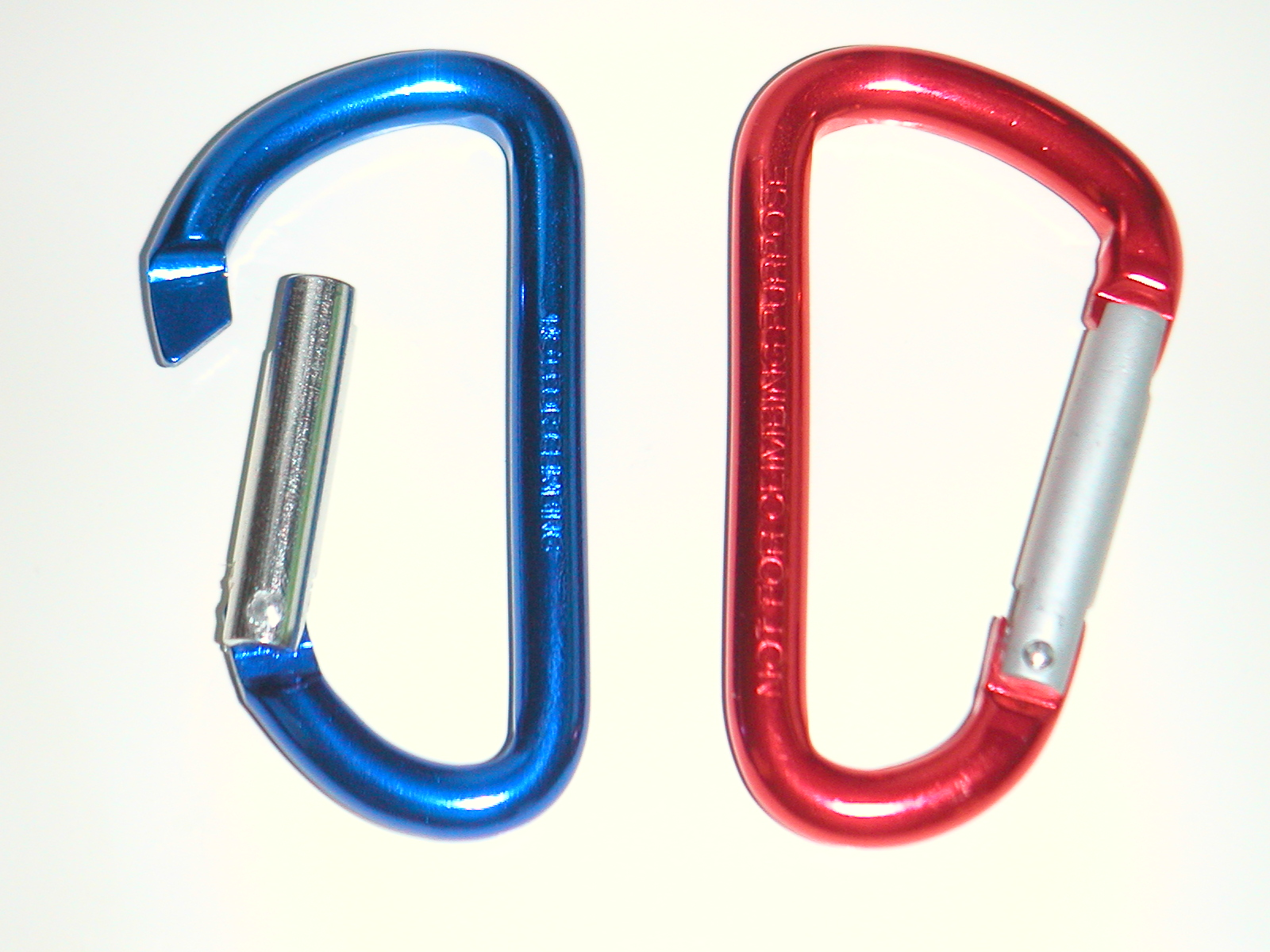
Ozdobné karabinky na klíče

## Spojky
Podle evropských norem přísluší označení karabina pouze výrobku certifikovanému dle EN 12275 (Horolezecká výzbroj – Karabiny – Bezpečnostní požadavky a zkušební metody), přesto však z jazykového hlediska je možné nazývat karabinou i spojky, které jsou certifikovány dle normy EN 362 (Osobní ochranné prostředky proti pádům z výšky – Spojky).
Spojky, na rozdíl od karabin, mohou být otevřeny pouze s použitím minimálně dvou záměrných pohybů. Prakticky není možné se setkat se spojkou bez pojistky zámku.